# Apelhöstmal
Apelhöstmal, Ypsolopha asperella är en fjärilsart som först beskrevs av Carl von Linné 1761.  Apelhöstmal ingår i släktet Ypsolopha, och familjen höstmalar, Ypsolophidae. Arten är reproducerande i både Sverige och Finland och enligt respektive rödlista är arten livskraftig, LC i båda länderna.

## Bildgalleri

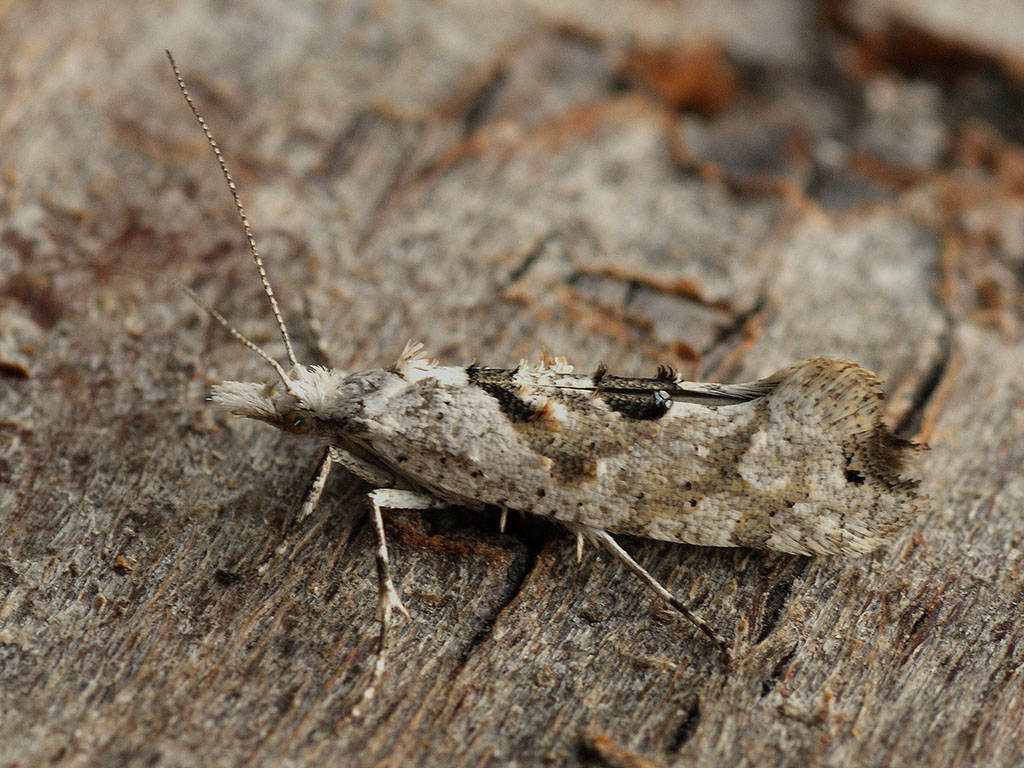
Imago fjäril
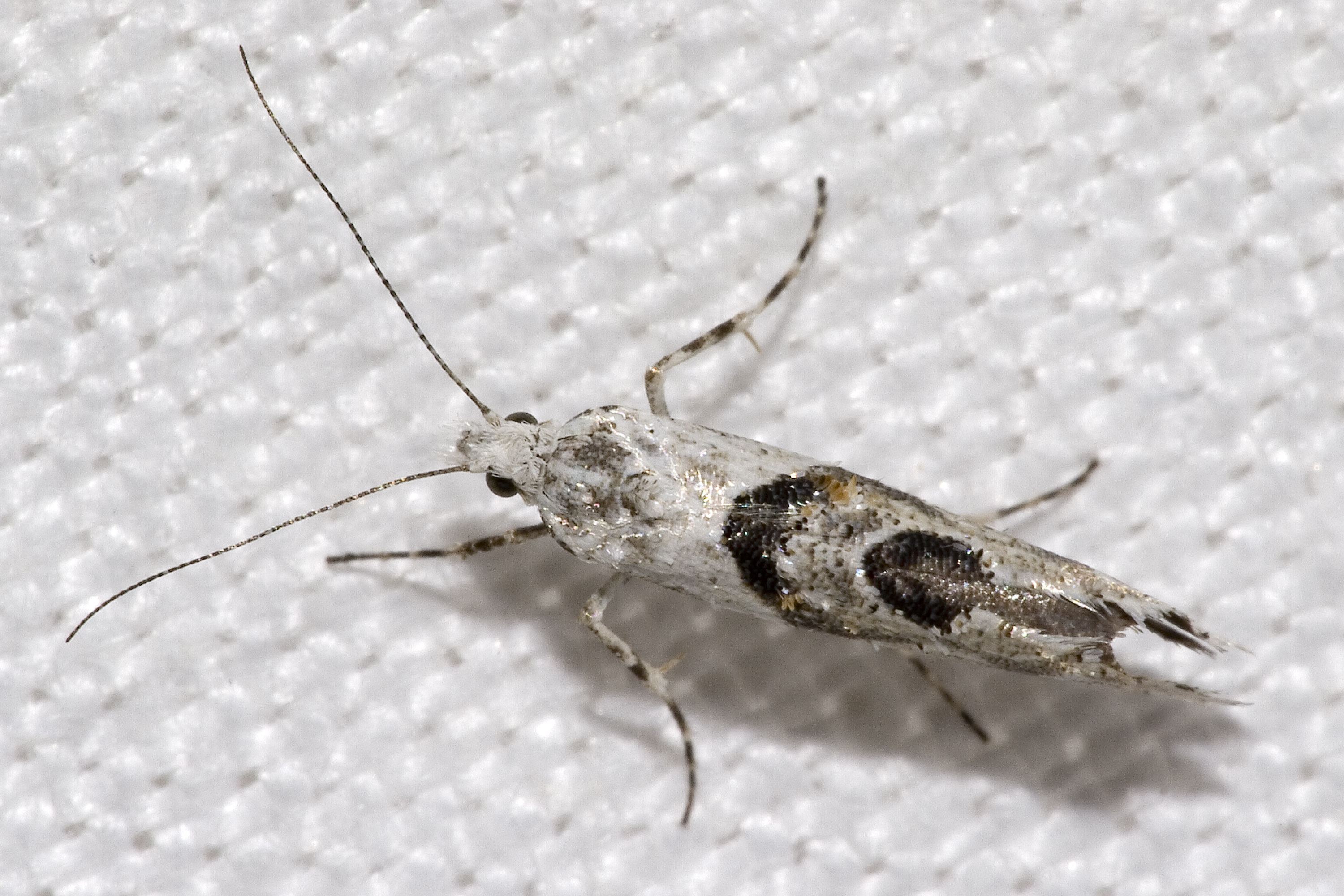
Imago fjäril
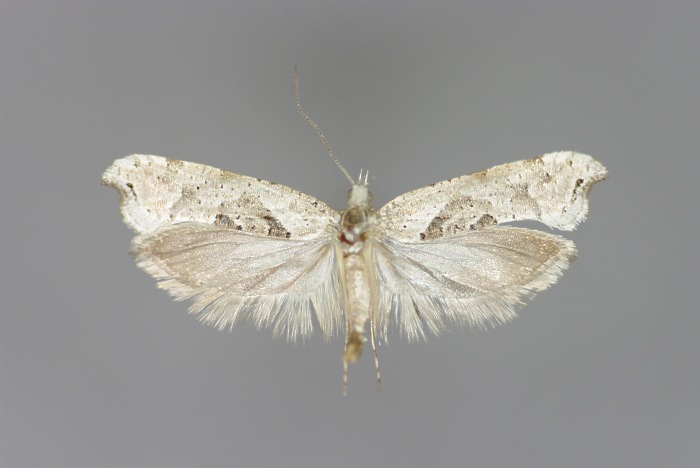
Preparerad (uppnålad) imago fjäril